# Alberto Burri
Alberto Burri (Città di Castello, provincia de Perugia, Umbría, 12 de marzo de 1915-Niza, Francia, 13 de febrero de 1995) fue un pintor y escultor abstracto italiano.

## Biografía
Entre 1934 y 1939 estudió medicina, y obtuvo la titulación en 1940 de la Universidad de Perugia y fue médico militar durante cuatro años en la Segunda Guerra Mundial. Después de que su unidad fuera capturada en el Norte de África, fue internado en 1944 en un campo de prisioneros en Hereford, Texas, donde comenzó a pintar. Después de su liberación en 1946, se trasladó a Roma y se dedicó en exclusiva a la pintura; su primera exposición individual tuvo lugar en la Galería La Margherita en 1947. Después expuso en la Galería Marlborough de Nueva York y en la galería de France de París.
En 1951, junto con otros artistas como Giuseppe Capogrossi o Ettore Colla (it), fundó en Roma el grupo «Origen», en cuyas actividades participó. Marchó a Estados Unidos, donde impartió clases de arte desde 1953 hasta 1960. Participó en documenta 2, 3 y 7 de Kassel. Volvió a trabajar en Roma a partir de 1960. Su primera exposición retrospectiva se celebró en la Bienal de Venecia de 1960; en 1972 se celebraron retrospectivas en Turín y París.
Recibió la Orden del mérito italiano en 1994. Città di Castello lo recuerda con un gran museo permanente de sus obras.

### Pintor
Sus primeras exposiciones personales datan de 1947 y 1948. En 1951 participa en la fundación del grupo “Origine” con Ballocco, Capogrossi y Colla, y al año siguiente expone en la Galleria dell'Obelisco, Neri e Muffe (Negros y Mohos). A partir de 1950 adquieren relevancia los Sacchi (Sacos), que llegan a predominar en las exposiciones personales que, después de Roma, se suceden ya en otras ciudades americanas y europeas, como Chicago, Nueva York, Colorado Springs, Oakland, Seattle, São Paulo, París, Milán, Bolonia, Turín, Pittsburgh, Búfalo y San Francisco.
En los años cincuenta, en los sucesivos encuentros con el público (Venecia, Roma, Londres, Nueva York, Bruselas, Krefeld, Viena y Kassel) aparecen los Legni (Maderas), las Combustioni (Combustiones) y los Ferri (Hierros). A principios de los sesenta, a muy poca distancia, se suceden las primeras antológicas que, con la nueva aportación de las Plastiche (Plásticas), se convertirán en auténticas retrospectivas históricas en Darmstadt, Róterdam, Turín y París (1967-1972).

### Década de 1970
La obra del artista en la década de 1970 experimenta un progresivo enrarecimiento de medios técnicos y formales en pos de soluciones monumentales, desde los Cretti (Grietas) (tierras y cola Vinavil) a los Cellotex (aglomerados de uso industrial). En esta época se multiplican las retrospectivas históricas: Asís, Roma, Lisboa, Madrid, Los Ángeles, San Antonio, Milwaukee, Nueva York y Nápoles. Por aquellos años Burri realiza complejos organismos cíclicos de estructura polifónica.

### Década de 1980

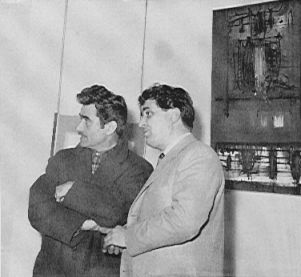
Burri (izquierda) con Emilio Scanavino

Desde 1981 se expone permanentemente en el Palazzo Albizzini (Città di Castello) una cuidada selección de obras, homenaje de Alberto Burri a su ciudad natal. En 1984, para inaugurar la actividad de la pinacoteca de Brera en el sector contemporáneo, Milán acoge una exposición exhaustiva del artista. La suerte del pintor con la crítica está estrechamente vinculada, por un lado, con las reacciones adversas relativas a la divulgación de su obra, siempre en relación con la desigual evolución del gusto según la cultura de fondo de los diferentes países europeos y americanos; por otro, con las aproximaciones y tentativas de la crítica de relacionar su significado y sus motivaciones con las pseudocategorías de uso internacional: art brut, informal, conceptual u otras.
En 1989 la Fundación Palazzo Albizzini adquiere los Ex Seccatoi del Tabacco, un conjunto de naves industriales donde se secaba el tabaco hasta los años sesenta. Esas arquitecturas irrepetibles, verdaderas moles, completamente pintadas de negro por fuera por deseo de Burri, fueron transformadas en una gigantesca escultura, que albergaría como ningún otro lugar sus grandes ciclos pictóricos, como Il Viaggio (El Viaje), Annottarsi (Anochecerse), Rosso e Nero (Rojo y Negro), Non Ama il Nero (No Ama el Negro). Estas y otras muchas obras, entre las cuales se cuentan Grande Ferro Sestante (Gran Hierro Sextante), Grande Ferro K (Gran Hierro K) y Ferro U (Hierro U), colocadas en la entrada a los secaderos, fueron donadas por el artista a Città di Castello para completar el primer núcleo expuesto en el Palazzo Albizzini.

### Década de 1990
En 1990 Burri expone en una galería privada de Nueva York (Salvatore Ala Gallery) el ciclo Palm Springs, once grandes cuadros de cellotex de 1982.
La Pinacoteca Nacional de Bolonia organiza en el Palazzo Pepoli Campogrande, en 1991, una gran retrospectiva en la que se exponen por primera vez las obras de formato muy pequeño, cellotex inéditos. Antes de finales de año, Burri expone en la Mixografia Gallery, en Los Ángeles. Un año después la Galleria Sapone di Nizza propone obras de Burri en la F.I.A.C. de París en el Grand Palais, esta vez con cuadros de 1949 a 1992. La Obalne Galerije de Piran y la Moderna Galerija de Liubliana exponen una retrospectiva de obra gráfica (de 1962 a 1981) entre 1992 y 1993. En 1993 en los Ex Seccatoi del Tabacco se abre al público un nuevo ciclo que lleva por título Il Nero e l'Oro (El Negro y el Oro) y que consta de diez obras sobre cellotex. En 1994 Burri participa en la exposición The Italian Metamorphosis 1943-1968 en el Solomon R. Guggenheim Museum de Nueva York. Del 11 de mayo a finales de junio de 1994 la Pinacoteca Nacional de Atenas presenta el ciclo Burri il Polittico di Atene, Architetture con Cactus (Burri el Políptico de Atenas, Arquitecturas con Cactus) que luego viaja a Madrid, al Istituto Italiano di Cultura (1995).

## Estilo
Burri pronto se volvió hacia la abstracción (1949), con los catrame, obras realizadas con alquitrán y óleo sobre lienzo. Realizó cuadros de pintura matérica abstracta, muy cercanos al informalismo, especialmente español de la década de los cincuenta. Su obra se relaciona con el tachismo europeo, el expresionismo abstracto estadounidense, y la abstracción lírica. Cultiva una «estética del desperdicio», con el uso de materiales poco convencionales próxima al Art brut de Jean Dubuffet y el nuevo realismo; se ha señalado además otras tendencias como origen de los elementos de su obra, como el neodadaísmo, el constructivismo y el arte povera. A su personal estilo se le denominó «polimaterialista».
Utilizó la técnica del collages a partir de 1950, y la de ensamblajes de materiales diversos. Burri cogía de la realidad cotidiana materiales poco ortodoxos como pumita, alquitrán o arpillera. Empezó a realizar una serie de cuadros que se transformaban en tridimensionales. De 1952 son sus primeras pinturas sobre sacos. Burri comenzó a producir obras experimentando con madera, metal y plástico; hizo cuadros con madera carbonizada y arpillera como la primera serie de Cuadros negros; más tarde, probó con chapas de hierro soldadas. También hace lienzos con arpillera rota y papel quemado (serie de grandes Telas de saco, 1952-1956). Desde 1956 empieza sus Combustiones y la serie de los Hierros. Comenzó a experimentar con materiales sintéticos quemados, como el plástico, que arrugaba, doblaba y quemaba con una antorcha. A principios de los setenta comenzó sus pinturas «rotas».
De 1973 es su primer Cretto, imágenes que se realizaba en arcilla que, al cocerse en caolín, formaban grietas en la superficie. La más destacada de esta serie de obras es el Grande Cretto Nero que hizo para el jardín de esculturas de la Universidad de California en Los Ángeles (1976).
Creó, desde 1979 hasta los noventa, una serie de obras integrando en ellas el celotex (material industrial, mezcla de serrín y cola) en tres colores: negro, blanco y oro.

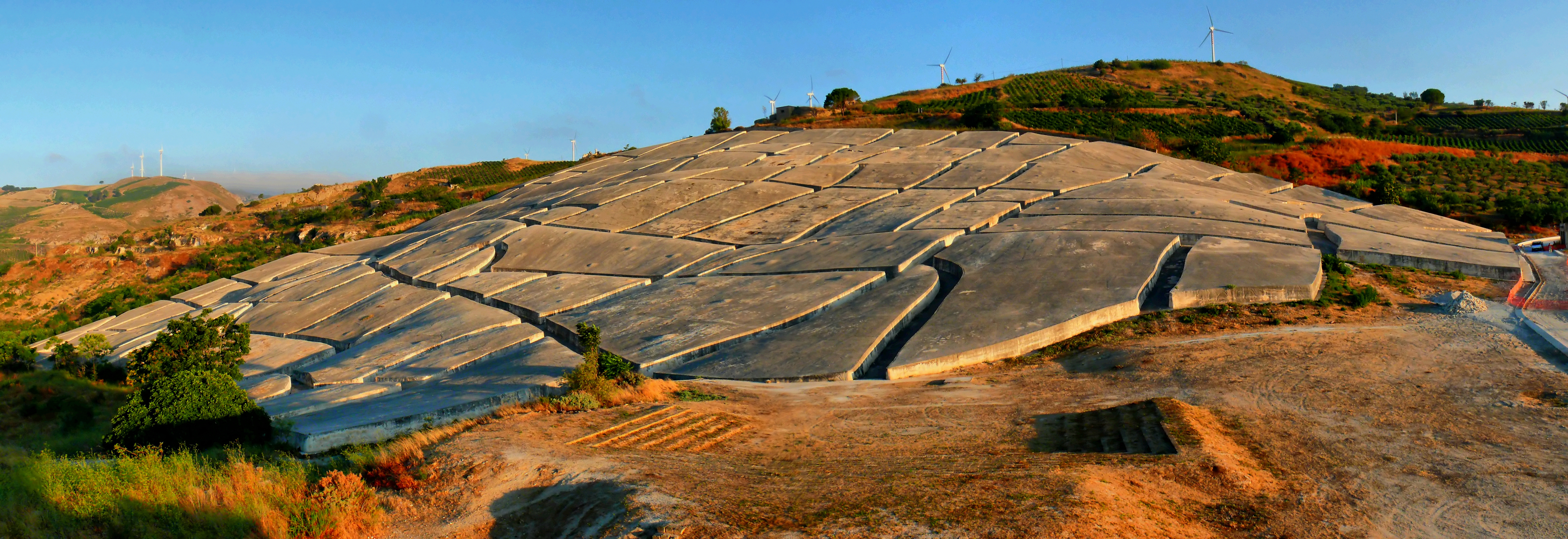
"Grande Cretto" de Gabriel Valentini

Tuvo el proyecto, inacabado, de transformar el pueblo de Gibellina, en Sicilia, en un gran Cretto. En Gibellina, realizó, entre 1985 y 1989 el Grande Cretto al cubrir de cemento blanco todo un barrio destruido por un terremoto y abandonado por los habitantes. Se trata de un ejemplo monumental de land art. Se presenta como un inmenso casquillo (coltre) de cemento blanco que se extiende sobre el lado sursureste de la montaña adoptando la forma de un cuadrilátero irregular de aproximadamente 300 metros por 400. En el cemento trazó grandes trincheras, de 1,60 metros de profundidad y de 2 a 3 metros de longitud, permitiendo a los visitantes circular por ellas. Siguen el trazado de las calles de la antigua ciudad, y permiten restituir la idea de la ciudad antes del terremoto. En 1989 los trabajos habían quedado incompletos y la obra se finalizó en el año 2015 coincidiendo con el que hubiera sido el centenario del artista. En 2016 y contando con el apoyo económico del Museo Solomon R. Guggenheim la holandesa Petra Noordkamp realizó un cortometraje sobre el Cretto.

## Obras
Las obras de Burri se exponen en museos de todo el mundo, destacando la colección Burri de la Fundación del Palacio Albizzini en Città di Castello (Italia). También hay obras de Burri en Estados Unidos —Fogg Art Museum en Cambridge, Massachusetts; Museo de Arte Carnegie (Pittsburgh); Museo Albright-Knox (Búfalo— y en Europa: Tate (Londres); Galería Nacional de Arte Moderno de Roma (Roma), Centro Pompidou (París).
- Sacchi n.º 5, 1953 (de la serie Telas de saco)
- Legno SP, 1958, 128 × 200 cm, madera, acrílico, vinavil, combustión sobre tela. Fondazione Palazzo Albizzini (Collezione Burri) de Perugia (Italia).
- Rosso plastica M3, 1961, 120 × 180 cm, plástico, combustión sobre tela. Fondazione Palazzo Albizzini (Collezione Burri) de Perugia (Italia).
- Gran Blanco Plástico, Grande Bianco Plastica, 1962 190 × 200 cm, combustión de plástico sobre bastidor de aluminio. Fondazione Palazzo Albizzini (Collezione Burri) de Perugia (Italia).
- Combustione, 1963 199 × 248 cm, plástico, combustión sobre bastidor de aluminio. Fondazione Palazzo Albizzini (Collezione Burri) de Perugia (Italia).
- Nero plastica L.A. 3, 1963 205 × 197 cm, plástico, combustión sobre tela. Fondazione Palazzo Albizzini (Collezione Burri) de Perugia (Italia).
- Bianco plastica, 1967 155 × 200 cm, plástico, acrílico, combustión, vinavil. Fondazione Palazzo Albizzini (Collezione Burri) de Perugia (Italia).
- Cellotex, 1978 170 × 236 cm, acrílico, vinavil, cellotex sobre bastidor. Fondazione Palazzo Albizzini (Collezione Burri) de Perugia (Italia).
- Cellotex Rivoli N2, 1991 240 × 360 cm, acrílico, vinavil sobre cellotex. Fondazione Palazzo Albizzini (Collezione Burri) de Perugia (Italia).
- Cellotex Rivoli N1, 1991 240 × 360 cm, acrílico, vinavil sobre cellotex. Fondazione Palazzo Albizzini (Collezione Burri) de Perugia (Italia).
- Cellotex Rivoli N4, 1991 240 × 360 cm, acrílico, vinavil sobre cellotex. Fondazione Palazzo Albizzini (Collezione Burri) de Perugia (Italia).
- Cellotex Rivoli N12, 1991 240 × 360 cm, acrílico, vinavil sobre cellotex. Fondazione Palazzo Albizzini (Collezione Burri) de Perugia (Italia).
- Cellotex Rivoli N11, 1991 240 × 360 cm, acrílico, vinavil sobre cellotex. Fondazione Palazzo Albizzini (Collezione Burri) de Perugia (Italia).
- Cellotex Rivoli N19, 1991 240 × 360 cm, acrílico, vinavil sobre cellotex. Fondazione Palazzo Albizzini (Collezione Burri) de Perugia (Italia).
- Cellotex, 1973, 77 x 100,5 cm, acrílico y vinavil sobre cellotex. MAGI '900 de Pieve di Cento (Italia)